# Декејтур (Илиноис)
Декејтур (енгл. Decatur) град је у америчкој савезној држави Илиноис. По попису становништва из 2010. у њему је живело 76.122 становника.

## Демографија
Према попису становништва из 2010. у граду је живело 76.122 становника, што је 5.738 (7,0%) становника мање него 2000. године.
| Група             | 2000.          | 2010.          |
| Белци             | 62.993 (77,0%) | 53.749 (70,6%) |
| Афроамериканци    | 15.940 (19,5%) | 17.704 (23,3%) |
| Азијати           | 540 (0,7%)     | 704 (0,9%)     |
| Хиспаноамериканци | 978 (1,2%)     | 1.650 (2,2%)   |
| Укупно            | 81.860         | 76.122         |